# Kírov (óblast de Kírov)
|  | Aquest article tracta sobre la ciutat i centre administratiu de l'óblast. Si cerqueu el subjecte federal de Rússia, vegeu «óblast de Kírov». |

Kírov (rus: Киров, antigament anomenada Viatka i Khlinov), és una ciutat de Rússia centre administratiu de l'óblast de Kírov. Encara que sigui l'única província amb aquest nom, hi ha altres localitats importants a Rússia que es diuen Kírov, entre elles la Kírov de l'óblast de Kaluga. Té un clima continental. La temperatura mitjana de gener és de -12,9 °C i la de juliol de +18,3 °C. La pluviometria anual és de 650 litres amb el màxim de pluja a l'estiu. Té aeroport i port fluvial que tingueren problemes de funcionament en la dècada de 1990. Fabrica maquinària, impremtes, bioquímica i indústria de la fusta.

## Història

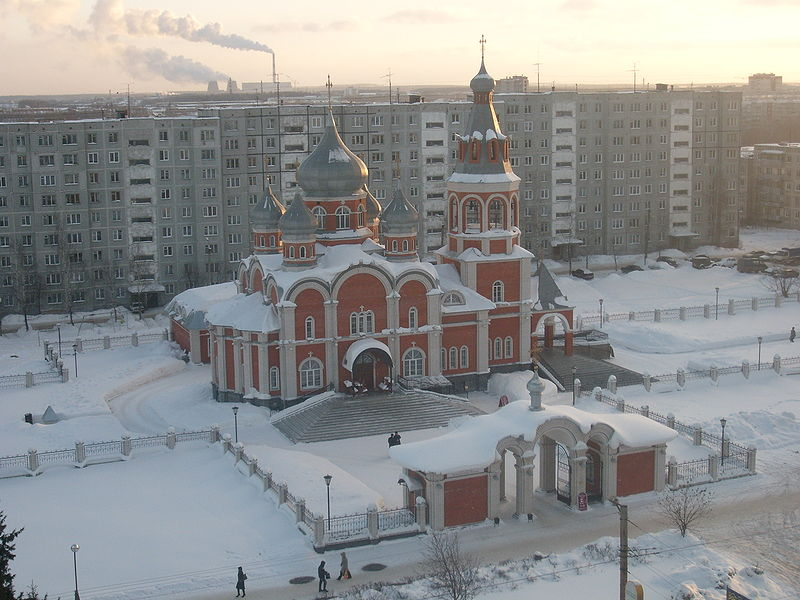
Església moderna

El fort de Khlynov, a l'oest dels Urals, es va fundar el 1181. Va ser incorporat a Moscòvia el 1489. El 1781 Caterina la Gran li va donar el nom de Viatka. La ciutat també serví de lloc d'exili. Té una estació del Transsiberià. El 1934 rebé el nom actual de Kírov pel revolucionari soviètic Serguei Kírov.